# Рог (инструмент)
Рог или хорна (енгл. horn, итал. corno) је лимени дувачки музички инструмент од конусне, кружно вишеструко увијене цијеви са преградним вентилима, која започиње малим уским лијевком (наусник), а завршава већим, звоноликим проширењем. Звук се производи дувањем, а тонови дозирањем дувања и притиском прстима по вентилима. Овај рог је неформално познат као Француски рог.
Године 2020. уметност свирања на хорни, инструменталне технике и друштвени значај овог инструмента у Француској, Белгији, Луксембургу и Италији уврштени су на Унескову репрезентативну листу нематеријалног културног наслеђа човечанства.

## Име инструмента
Назив „француски рог“ први пут је почео да се користи крајем 17. века. У то време француски произвођачи били су најистакнутији у производњи ловачких рогова и заслужни су за стварање сада познатог, кружног облика „обруча“ инструмента. Као резултат, ови инструменти су се често називали, чак и на енглеском, француским именима: trompe de chasse или cor de chasse (јасна модерна разлика између trompes, труба и cors, рогова, у то време није постојала).
Немачки творци су прво осмислили crooks како би се такви рогови могли свирати у различитим кључевима - те су музичари почели да користе „француски“ и „немачки“ да разликују једноставни ловачки рог од новијег рога са наставцима, који је у Енглеској био познат и под италијанским именом corno cromatico (хроматски рог).
У новије време, „француски рог“ се често користи у колоквијалном говору, мада се придев обично избегава када се говори о европском оркестарском рогу, још од када је немачки рог почео да замењује инструмент у француском стилу у британским оркестрима око 1930. Међународно друштво за рог препоручује од 1971. године да се инструмент једноставно назива рог.
Такође постоји специфичнија употреба „француског рога“ за описивање одређеног типа рога, различитог од немачког и бечког рога. У том смислу, „француски рог” се односи на инструмент уског отвора (10,8—11,0 mm [0,43—0,43 in]) са три Перинетова (клипна) вентила. Он задржава уске звонасте и усничке наставке оркестарског ручног рога краја 18. века и најчешће има „узлазни“ трећи вентил. Ово је вентил у целим тоновима распоређен тако да је вентил у положају „горе” заклопка вентила кад је у употреби, али када се вентил притисне, петља се прекида, подижући висину звука за цео тон.

## Историјат
Претеча рога или хорне је животињски рог. То је издубљен животињски рог или слонова кљова. Користио је у лову, касније у ратовима, религиозним церемонијама и као музика за играње.

## Израда рога
Рог се прво се израђивао од животињског рога или слоноваче. Послије од жутог лименог лима, а данас и од металне легуре зване ново сребро.

## Принцип функционисања
Осциловање ваздуха производи звук. Количина, континуитет, интензитет и дужина ваздушног стуба дају разнолике тонске елементе који уређени по одређеним правилима јесу музика. Свирач удувава ваздух, правећи ваздушну струју - стуб ваздуха . Дужина тог ваздушног стуба смањује или повећава излазни тон звука. Ову дужину одређују три уграђена преградна вентила који за дужину допунске цијеви коју они активирају, продужавају ваздушни стуб. Притиском на први вентил тон се снижава за цио степен, на други за полустепен, а на трећи за степен и по. Истовременим притиском на два вентила, или чак и на сва три, могу се остварити снижења све до интервала умањене квинте. При овоме дужина ваздушног стуба варира од 3,36 до 5,50 метара. Предувавање на рогу или хорни иде чак до 16. аликвота, па и више. Зато је тонски распон врло велики: од ₁H до f² (изузетно чак и до b² ) у звуку, а у нотацији – пошто је хорна транспонујући инструмент in F – за чисту квинту више: од Fis до c³(f³), у виолинском или басовом кључу . Најбољи је средње високи регистар- приближно од f до c² (звучно) у којем рог или хорна располаже потпуном динамичком скалом у најбољем, тонски пуном и заобљеном, а изражајно распеваном или моћном звуку. Хорна је изразито невиртуозни инструмент поготово ако се пореди са гудачким или дрвеним дувачким инструментима.

## Начин свирања
У најпримитивнијем рогу, ловачком рогу, свирач приљубљеним уснама уз љевкасту уску наусницу рога удувани ваздушни стуб прекида титрањем својих усана и тако производи тонове. Послије проналаска вентила око 1813.г. рог коначно постаје музички инструмент у данашњем смислу ријечи.
Свирач рог или хорну држи удесно, наниже од уста. Вентилима манипулише искључиво лијевом руком са три средња прста, док десном придржава инструмент, са шаком делимично завученом у сам излазни лијевак. Такав положај десне руке омогућава по потреби да свирач стиснутом песницом у лијевку, произведе пригушен звук инструмента. Наизмјенично отворен и затворен лијевак шаком десне руке, тзв. штоп, производи „ехо-ефекат“ којим ствара утисак да звук долази из даљине. Ова пригушења могу да изведу и посебно израђене „сордине“, (зарубљена купа од дрвета, картона, пластичне материје или , ријеђе, метала) које се стављају мјесто руке у излазни лијевак. Посебан ефекат који може да се изведе рогом или хорном јесте глисандо. Изводи се наглим форсирањем ваздушног млаза. Његово дејство је драстично и даје утисак урлика. Налази примјену само у посебном музичком контексту. Ради нарочитог истицања звучне снаге, у кулминацијама музичког тока, понекад се прописује подизање лијевка у вис. У омиљене динамичке ефекте спада и нагла промјена јачине – fp, као упечатљив акценат. Хорна је заузела редовно мјесто у оркестру и остала је њихов драгоцјен члан. Рог или хорну у својим музичким композицијама често користе: Моцарт, Бах, Хендл, Густав Малер, Камиј Сен-Санс, Пуленк, Рихард Штраус и други. Постоји обиман репертоар камерне музике писан за рог. Ту је и Брамсов композиција за рог, клавир и виолину.

## Врсте рога
- Ловачки, војнички, витешки и церемонијални
- Музички
  - Једноструки рог . Користи јединствен систем цијеви повезаних вентилима.
  - Двоструки рог
    - Компензациони дупли рог
- Рог са одвојивим звоном (лијевак)

## Регистарске варијанте
- Тенор рог
- Баритон рог
- Мелофон
- Природни рог
- Поштански рог
- Саксов рог
- Бечки рог
- Вагнерова туба

## Познати хорнисти
- Херман Бауман – 1964. победник АРД Међународном музичком такмичењу . бивши први рог у различитим оркестрима, укључујући Штутгартски симфонијски оркестар.
- Радек Баборак - познати чешки свирач рога, бивши први рог у Берлинској филхармонији . Носилац Греми награде (1995).
- Денис Мозак - бивши први рог Краљевске филхармоније .
- Дале Цлевенгер - садашњи први рог Симфонијског оркестра у Чикагу .
- Винсент Де Роса - бивши први рог у неколико холивудских оркестара .
- Ричард Данбар - био је свирач француског рога.
- Даглас Хил - бивши први рог Мадисон Симфонијског оркестра . Значајан композитор и наставник свирања.
- Филип Мајерс - први рог Њујоршке филхармоније од 1980.г.
- Џеф Нелсен - Канадски хорнист од 2000.г.
- Шовани Пунто - рог виртуоз. Награда по њему носи име. Био је виолиниста, концертмајстор и композитор.
- Давид Пиат - побједник ББЦ за младог музичара године у такмичењу 1988.г.и садашњи први рог Лондонског симфонијског оркестра .
- Гинтхер Сцхилер - бивши први рог у Синсинатијском Симфонијском оркестру и оркестру Метрополитен опера .
- Бари Туцквел - бивши први рог Лондонског симфонијског оркестра и аутор више књига о свирању хорни.
- Радован Влатковић - 1983 победник АРД Међународног музичког такмичења , бившег први рог и солиста Симфонијског оркестра Радио Берлина, и професор на Универзитету Моцартеум у Салцбургу .
- Вилијам ВЕРМЕУЛЕН - Међународно познати рог солиста и бивши први рог Симфонијског оркестра –Хонолулу. Садашњи први рог Симфонијског оркестра у Хјустону, професор на Универзитету Рајс. Ужива репутацију и највиши рејтинг код својих ученика у америчким оркестрима.[1][2][14]

## Традиција
Виртуозност музичара - контрола даха, вибрато, резонанца, као и инструментална техника повезана са певањем и дружељубивости елементи су традиционалне технике и вештине свирања хорне у Француској, Белгији, Луксембургу и Италији. На висину, тачност и квалитет произведених нота утиче таленат самог музичара, а инструментална техника се заснива на контроли тела извођача. Звук је јасан и продоран, посебно у високим нотама, а опсег звука инструмента заснован је на природној резонанци са богатим хармонијама. Овакав опсег омогућава извођење композиција са певачком мелодијом, што омогућава извођачима да развију заједништво и пријатељску солидарност.
Свирање на рогу је перформативна уметност, отворена за музичко стваралаштво, која се изводи на бројним фестивалским манифестацијама. Окупљени заједничком фасцинацијом овом инструменталном музиком, музичари долазе из свих средина. Управо друштвена разноликост једно је од обележја тренутне извођачке праксе.
Образовање је ретко неконвенционално и ова уметност најчешће се учи у музичким школама. Музика која се изводи на хорнама подржава веома богат и шаролик музички репертоар, који се од 17. века непрестано обогаћује.

### Нематеријално културно наслеђе човечанства
Традиција свирања хорне развија осећај припадности и континуитета. Произилази из заједничког репертоара, што подстиче међукултурни и међународни дијалог. Због свих ових одлика уметност, виртуозност и традиција свирања на хорни у Француској, Белгији, Луксембургу и Италији уврштени су на Унескову репрезентативну листу нематеријалног културног наслеђа човечанства.